# Hymenaios (Jerusalem)
Hymenaios (auch Hymeneus; † 298 ?) war Bischof von Jerusalem.
Die genaue Datierung seiner Amtszeit, wie auch die seiner Nachfolger, ist unsicher. Hymenaios wurde um das Jahr 260 Nachfolger von Bischof Mazabanes. Seine kirchengeschichtliche Bedeutung liegt in seiner Mitwirkung an der Absetzung des Paul von Samosata als Bischof von Antiochia; dies ist dokumentiert durch den so genannten Hymenaios-Brief, der von mehreren Bischöfen aus Palästina und Arabien an Paulus geschrieben wurde und in dem dessen problematische theologische Positionen angesprochen werden. Allerdings ist nicht auszuschließen, dass dieser Brief eine spätere Fälschung darstellt.
Wie lange Hymenaios amtierte, ehe er von Zabdas (Zamudas) abgelöst wurde, ist unklar. Neben dem Jahr 298 wird auch das Jahr 276 als Todesjahr des Hymenaios genannt.